# Museo SAN
El museo SAN (Space Art Nature) se encuentra en las montañas de Wonju, Corea del Sur. Fue diseñado por el arquitecto japonés Tadao Ando y está bajo la administración de la Fundación Cultural Hansol. El museo, que se compone de un centro de bienvenida, jardín de flores, jardín de agua, jardín de piedra, edificio principal, y James Turrell sala de exposiciones, se centra en la interacción del arte y la naturaleza. Otras instalaciones incluyen una imprenta, cafetería y tienda del museo. El museo abrió en 2013 como el Museo Hansol y fue renombrado Museo SAN en 2014.
El museo recibe cerca de 1 millón de visitantes por año, y fue preseleccionado para el Premio de la cultura principal de 2015, sección de Asia, por leadingculturedestinations.com.

## Arquitectura del museo
Oakvalley es un complejo turístico construido por el Grupo Hansol. El museo se extiende 700 m (2.300 pies) a lo largo de una cima de la montaña. Según Ando, el arquitecto que diseñó el edificio principal de 70 millones de dólares, "quería crear un museo de jardinería en el cielo, un museo de ensueño como ningún otro". El edificio principal consta de cuatro cajas oblongas unidas por patios circulares y triangulares, y revestidas de paju, una piedra local de color miel. Este edificio alberga la Galería del Papel y las Galerías Cheongjo.
Además del edificio principal, el museo incluye un jardín de flores, jardín de agua, jardín de piedra, sala de exposición de James Turrell, y esculturas al aire libre incluyendo la escultura de Alexander Liberman, Archway .